# ISS-Expeditie 37
ISS-Expeditie 37 was de zevenendertigste missie naar het Internationaal ruimtestation ISS. De missie begon op 10 september 2013 met het vertrekken van het Sojoez TMA-08M-ruimtevaartuig vanaf het ISS met drie bemanningsleden van ISS-Expeditie 36 aan boord. 

## Bemanning
| Bevelhebber       | Fjodor Joertsjichin, RSA 4e ruimtevlucht | Fjodor Joertsjichin, RSA 4e ruimtevlucht |                                          |                                          |
| Flight Engineer 1 | Karen L. Nyberg, NASA 2e ruimtevlucht    | Karen L. Nyberg, NASA 2e ruimtevlucht    |                                          |                                          |
| Flight Engineer 2 | Luca Parmitano, ESA 1e ruimtevlucht      | Luca Parmitano, ESA 1e ruimtevlucht      |                                          |                                          |
| Flight Engineer 3 |                                          | Oleg Kotov, RSA 3e ruimtevlucht          | Oleg Kotov, RSA 3e ruimtevlucht          | Oleg Kotov, RSA 3e ruimtevlucht          |
| Flight Engineer 4 |                                          | Sergej Rjazanski, RSA 1e ruimtevlucht    | Sergej Rjazanski, RSA 1e ruimtevlucht    | Sergej Rjazanski, RSA 1e ruimtevlucht    |
| Flight Engineer 5 |                                          | Michael S. Hopkins, NASA 1e ruimtevlucht | Michael S. Hopkins, NASA 1e ruimtevlucht | Michael S. Hopkins, NASA 1e ruimtevlucht |